# (6019) Telford
(6019) Telford es un asteroide perteneciente al cinturón de asteroides, región del sistema solar que se encuentra entre las órbitas de Marte y Júpiter, más concretamente a la familia de Eos, descubierto el 3 de septiembre de 1991 por Robert H. McNaught desde el Observatorio de Siding Spring, Nueva Gales del Sur, Australia.

## Designación y nombre
Designado provisionalmente como 1991 RO6. Fue nombrado Telford en homenaje al ingeniero civil escocés, Thomas Telford, fue un constructor de carreteras, canales, puentes, túneles y puertos. Los canales de Ellesmere y Caledonian se encuentran entre los más famosos. Sus recomendaciones y la posterior construcción de carreteras en el norte de Escocia revirtieron los descensos después de las autorizaciones de Highland.

## Características orbitales
Telford está situado a una distancia media del Sol de 3,008 ua, pudiendo alejarse hasta 3,141 ua y acercarse hasta 2,874 ua. Su excentricidad es 0,044 y la inclinación orbital 8,578 grados. Emplea 1905,60 días en completar una órbita alrededor del Sol.

## Características físicas
La magnitud absoluta de Telford es 11,6. Tiene 15,985 km de diámetro y su albedo se estima en 0,174. 